# Anna Praderio
Anna Praderio (Milano, 20 aprile 1958) è una giornalista, autrice televisiva e conduttrice televisiva italiana.

## Biografia
Nata a Milano, è giornalista professionista dal 1983. Si è laureata in lettere moderne con percorso storico-cinematografico.
Ha esordito nel mondo della carta stampata, scrivendo per la pagina dedicata agli spettacoli dell'edizione milanese del quotidiano la Repubblica.
In seguito è entrata in Fininvest, dove ha curato la trasmissione di approfondimento Italia misteriosa, trasmessa dal 1986 al 1988 e condotta da Giorgio Medail, e il rotocalco settimanale Ciak, nato da un'idea di Medail, Pierluigi Ronchetti e la stessa Praderio, che, trasmesso su Rete 4 e, per un breve periodo, anche su Canale 5, forniva notizie sulle ultime uscite cinematografiche. Nello stesso periodo ha anche occasionalmente collaborato con l'omonimo periodico.
Da molti anni cura i servizi del TG5 su cinema e spettacoli.